# 塞镇附近拉沙佩勒
塞镇附近拉沙佩勒（法語：La Chapelle-près-Sées，法語發音：[la ʃapɛl pʁɛ se] ⓘ）是法国奥恩省的一个市镇，属于阿朗松区。

## 地理
塞镇附近拉沙佩勒（48°34'14"N, 0°9'42"E）面积9.95 平方千米，位于法国诺曼底大区奧恩省，该省份为法国西北部内陆省份，北起顺时针与卡爾瓦多斯省、厄尔省、厄尔-卢瓦省、萨尔特省、马耶讷省和芒什省接壤。
与塞镇附近拉沙佩勒接壤的市镇（或旧市镇、城区）包括：圣热尔韦迪佩龙、勒布永、诺夫苏塞赛、塞镇。
塞镇附近拉沙佩勒的时区为UTC+01:00、UTC+02:00（夏令时）。

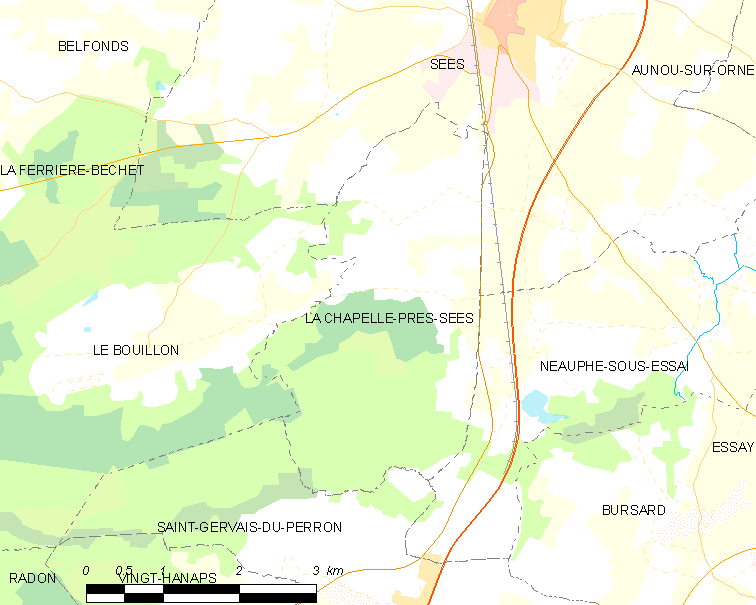
塞镇附近拉沙佩勒的OSM定位图

## 行政
塞镇附近拉沙佩勒的邮政编码为61500，INSEE市镇编码为61098。

## 政治
塞镇附近拉沙佩勒所属的省级选区为塞镇县。

## 人口

1962-2008年间塞镇附近拉沙佩勒人口变化图示

塞镇附近拉沙佩勒于2022年1月1日时的人口数量为488人。